# 感染列島
《感染列島》是於2009年1月17日公映的日本電影，由妻夫木聰和檀麗主演。外景拍攝主要在新潟縣進行。首映週便取得票房和觀眾滿意度冠軍寶座。

## 概要
2008年5月，在戛納國際電影節僅一張印有英文片名「PANDEMIC」的企劃概要，吸引了世界各國電影人的目光。故事劇情的原作是在小學館半月刊連載的同名漫畫，描畫新型病毒感染爆發的過程的電影。

## 故事
2011年1月，一個急病患者被急救醫生松岡剛（妻夫木聰 飾）送進醫院，症狀顯示是人類至今尚未遭遇過的病毒。為了抵禦感染擴大，世界衛生組織派來了病毒感染症的醫學專家小林榮子（檀麗 飾）。
病毒以猛烈的威勢爆發，日本國內的感染者在半年間以數千萬人的速度上升，政府須加派垃圾車以載運病發倒斃於街上的民眾屍體，人類社會遭遇了前所未有的崩解。

## 主要演員
- 松岡剛：妻夫木聰
- 小林栄子：檀麗
- 三田多佳子：国仲涼子
- 三田英輔：田中裕二
- 真鍋麻美：池脇千鶴
- 鈴木浩介：竹山隆範
- 安藤一馬：佐藤浩市（友情出演）
- 仁志稔：藤龍也
- 高山良三：金田明夫
- 神倉章介：光石研
- 池畑実和：木村緑子
- 立花修治：嶋田久作
- 田村道草：正名僕蔵
- 鈴木蘭子：馬渕英俚可
- 柏村杏子：小松彩夏
- 小森幹夫：三浦哲郁
- 神倉茜：夏緒
- 本橋研一：太賀
- Kraus David：Dante Carver

## 製作人員
- 製片人：平野隆
- 企画：下田淳行
- 導演・編劇：瀨瀨敬久
- 發行：東寶
- 製作：電影『感染列島』製作委員会

| - TBS電視 - 東寶 - 電通 - 毎日放送 - 堀製作 - 小学館 - RKB每日放送 | - 朝日新聞社 - 北海道放送 - 中国放送 - 静岡放送 - 東北放送 - Yahoo! JAPAN |

## 相關商品

### 漫畫
於《Big Comics Superior》（小學館）上連載。單行本全1卷。
- 原作：電影「感染列島」製作委員會 / 作畫：柿崎正澄

| 卷數 | 小學館         | 小學館                 | 尖端出版社     | 尖端出版社           | 正文社        | 正文社                 |
| 卷數 | 發售日期       | ISBN                   | 發售日期       | EAN                  | 發售日期      | ISBN                   |
| ---- | -------------- | ---------------------- | -------------- | -------------------- | ------------- | ---------------------- |
| 全   | 2008年12月26日 | ISBN 978-4-09-182445-5 | 2009年10月23日 | EAN 471-7702-22847-7 | 2009年11月1日 | ISBN 978-988-210-834-9 |

## 外部連結
- （日語）感染列島官方網站（页面存档备份，存于）
- （日語）TBS《感染列島》（页面存档备份，存于）
- （繁體中文）YouTube上的2009年10月23日 三立報導《感染列島》相關新聞畫面
- 互联网电影数据库（IMDb）上《感染列島》的资料（英文）